# Jeunesse Athlétique du Plateau
A Jeunesse Athlétique du Plateau é um clube de futebol do Benim. Até 2010, possuía o nome de Jeunesse Sportive de Pobè.[carece de fontes?] Atualmente disputa as divisões regionais do campeonato nacional, tendo sido rebaixado após não aparecer a um jogo da primeira divisão, em 2013–14, no qual enfrentaria os Panthères.

## Títulos
- Ligue 1: 2012–13[3]

## Jogadores notáveis
- Razak Omotoyossi